# Léotoing
Léotoing település Franciaországban, Haute-Loire megyében. Lakosainak száma 214 fő (2022. január 1.). Léotoing Blesle, Chambezon, Espalem, Lempdes-sur-Allagnon, Lorlanges, Saint-Géron, Torsiac, Apchat és Saint-Gervazy községekkel határos.

## Népesség
A település népességének változása:
| Lakosok száma | 247  | 200  | 214  | 206  | 225  | 238  | 234  | 216  | 215  | 214  |
|               | 1968 | 1982 | 1990 | 2006 | 2013 | 2015 | 2017 | 2019 | 2020 | 2022 |